# See Genezareth (Darmstadt)
Der See Genezareth ist ein kleines künstliches Stillgewässer in Darmstadt-Eberstadt.

## Geographie
Der See Genezareth liegt im Park der Evangelischen Marienschwesternschaft Darmstadt nahe der Heidelberger Landstraße. Er ist circa 40 Meter lang, 35 Meter breit und hat eine Wasserfläche von etwa 0,1 Hektar. Gespeist wird der Teich durch den circa 30 Meter nordwestlich befindlichen Jakobsbrunnen.

## Etymologie
Der Name bezieht sich auf den See Genezareth in Israel.